# Coppa Italia 2011/2012
Pohárový ročník Coppa Italia 2011/12 byl 65 ročník italského poháru ve fotbalu. Soutěž začala 6. srpna 2011 a skončila 20. května 2012. Zúčastnilo se jí celkem 78 klubů.
Obhájce z minulého ročníku byl klub FC Inter Milán.

## Vítěz
| Coppa Italia 2010/11 SSC Neapol (4. titul) |